# Dakota Luther
Dakota Luther (7 novembre 1999) è una nuotatrice statunitense.
È figlia della nuotatrice statunitense Whitney Hedgepeth, vincitrice di una medaglia d'oro e due argenti ai Giochi olimpici di Atlanta del 1996,
Specializzata nello stile farfalla, nella sua carriera ha vinto 3 medaglie (due ori e un argento) alle Universiadi di Napoli 2019 e la medaglia d'oro nei 200 metri farfalla ai Mondiali in vasca corta di Melbourne del 2022.  

## Palmarès
- Mondiali in vasca corta

Melbourne 2022: oro nei 200m farfalla.
- Giochi panamericani

Santiago del Cile 2023: oro nei 200m farfalla.
- Universiadi

Napoli 2019: oro nei 200m farfalla e nella 4x100m misti, argento nei 100m farfalla.